# Ferdinand Gombault
Ferdinand Gombault, nascido em 11 de maio de 1858 em Onzain e falecido em 10 de novembro de 1947 em Blois, foi um padre e escritor francês.
Doutor em filosofia, ele propôs uma série de reflexões filosóficas e teológicas sobre as aparições da Virgem Santa de Tilly-sur-Seulles, e concluiu que algumas delas eram falsas, bem como a ação direta de influências extremamente suspeitas neste "caso". Em L'Avenir de l'hypnose (1894), ele denuncia os efeitos nocivos do espiritualismo. Ele se encontrava regularmente com René Guénon, a quem fornecia informações sobre certos dados relativos ao espiritismo.

## Publicações
- L'Avenir de l'hypnose, réflexions philosophiques, théologiques, physiologiques, sur la nature et les effets du sommeil provoqué, Paris, Delhomme et Briguet, 1894.
- Dialogues philosophico-théologiques sur la Providence, Paris, Delhomme et Briguet, 1895.
- Les Apparitions de Tilly-sur-Seulles, étude scientifique et théologique, réponse à M. Gaston Méry, Blois, R. Contant, 1896.
- Autour des apparitions de Tilly-sur-Seulles, Blois, R. Contant, 1896. 2 vol. Comprend:  I. Réponse au 5e fascicule de M. Gaston Méry et au docteur XXX; II. Réponse aux 6e et 7e fascicules de M. Gaston Méry. Suppléments à l'ouvrage précédent.
- Les Visions de l'école de Tilly-sur-Seulles^, Blois, R. Contant - Paris, Libraires associés, 1896. - Online, em Gallica.
- Les Apparitions de Tilly-sur-Seulles, réponses au rapport de M. l'abbé Brettes, Blois, C. Migault, 1897.
- L'Imagination et les états préternaturels, étude psycho-physiologique et mystique, Blois, C. Migault, 1899. - Online, em Gallica.
- Similitude des écritures figuratives - chinoise, égyptienne, babylonienne, Blois, C. Migault, 1915.